# أيوب سادني
أيوب سادني (مواليد 23 أبريل 1999)، هُو عداء بارالمبي مغربي مُتخصص في سباقات العدو السريع. مثل أيوب المغرب خلال دورة الألعاب البارالمبية الصيفية 2020 و2024.

## مسيرته الرياضية
شارك أيوب سادني في  مُنافسات سباق 400 متر لفئة T47 ‏ خلال دورة الألعاب البارالمبية الصيفية 2020، وقد فاز بالميدالية الذهبية خلال السباق النهائي لهذه المنافسة.